# Мухатгверді
Мухатгверді (груз. მუხათგვერდი) — село в Грузії.
За даними перепису населення 2014 року в селі проживає 203 особи.